# Nick Lane
Nick Lane (sinh năm 1967) là nhà hóa sinh học tiến hóa, nhà văn, viện sĩ Hội Hoàng gia Sinh học (FRSB) và viện sĩ Hội Linnaeus London (FLS) người Anh, hiện đang làm việc cho Đại học Cao đẳng London (UCL), Bộ môn Di truyền, Tiến hóa và Môi trường. Ông là tác giả nổi tiếng với năm tác phẩm khoa học phổ thông về hóa sinh học tiến hóa, đã bán ra trên 150,000 bản và dịch ra 25 ngôn ngữ, trong đó Life Ascending: the Ten Great Inventions of Evolution là tác phẩm đoạt giải thưởng Hiệp hội Hoàng gia về Sách Khoa học năm 2010.

## Sự nghiệp
Nick Lane tốt nghiệp năm 1988 tại Imperial College ở London và tốt nghiệp tiến sĩ năm 1995 tại Học viện Y, Bệnh viện Royal Free (nay là Học viện Y UCL), UCL, với luận án "In vivo studies of ischaemia-reperfusion injury in hypothermically stored rabbit renal autograft." (Tạm dịch: Những nghiên cứu in vivo về tổn thương tái tưới máu sau thiếu máu cục bộ ở mảnh ghép thận tự thân của thỏ bảo quản ở nhiệt độ thấp.) Sau đó, ông làm nhà văn y khoa cho nền tảng Truyền thông Lâm sàng Oxford (Oxford Clinical Communications) một năm trước khi gia nhập công ty truyền thông đa phương tiện y tế Medi Cine International với vai trò là một nhà văn. Từ năm 1999-2002, ông trở thành giám đốc chiến lược tại công ty Adelphi Medi Cine (tiền thân là Medi Cine International).
Năm 1997, ông được trường UCL phong danh hiệu Nhà nghiên cứu Danh dự (Honorary Researcher), giữ chức vụ Độc giả Danh dự (Honorary Reader) từ năm 2006 và là Nghiên cứu viên Mạo hiểm Provost (Provost's Venture Research Fellow) đầu tiên từ năm 2009 đến 2012. Từ tháng 10 năm 2013, ông làm Độc giả về Hóa sinh học Tiến hóa tại UCL, Bộ môn Di truyền, Tiến hóa và Môi trường. Ông là tác giả của nhiều bài báo và sách khoa học phổ thông phổ biến, giành giải thưởng Hiệp hội Hóa sinh năm 2015 và Giải thưởng Michael Faraday năm 2016.

## Xuất bản
Sách Life Ascending: The Ten Great Inventions of Evolution (Tạm dịch: Phát sinh sự sống: Mười Thay đổi Vĩ đại của Tiến hóa) của ông đã đoạt Giải thưởng Hiệp hội Hoàng gia về Sách Khoa học năm 2010. Ngày 13 tháng 9 năm 2012, ông xuất hiện trên In Our Time, đài Radio Four thảo luận về chủ đề tế bào, và ngày 15 tháng 5 năm 2014, ông thảo luận về quá trình quang hợp.

### Sách
- Nick Lane (2002). Oxygen: The molecule that made the world. Oxford University Press. ISBN 978-0198508038[6].
- Barry J Fuller, Nick Lane & Erica E Benson (Eds.) (2004). Life in the Frozen State. CRC Press. ISBN 978-0415247009.
- Nick Lane (2005). Power, Sex, Suicide: Mitochondria and the Meaning of Life. Oxford University Press. ISBN 978-0192804815.
- Nick Lane (2009). Life Ascending: The Ten Great Inventions of Evolution. Profile Books. ISBN 978-1861978486.
- Nick Lane (2015). The Vital Question: Why Is Life The Way It Is?. Profile Books. ISBN 978-1781250365.
- Nick Lane (2022). Transformer: The Deep Chemistry of Life and Death. W. W. Norton & Company. ISBN 978-0-393-65148-5.

### Các bài báo chọn lọc
- Lane, Nick (29 March 2006). "Mitochondrial disease: Powerhouse of disease". Nature. 440 (7084): 600–2.[7]
- Lane, Nick (25 October 2006). "Cell biology: Power games". Nature. 443 (7114): 901–903.[8]
- Lane, Nick (19 November 2009). "Biodiversity: On the origin of bar codes". Nature. 462 (7271): 272–274.[9]
- Lane, Nick (4 August 2010). "Hydrogen bombshell: Rewriting life's history". New Scientist.[10]
- Lane, Nick (25 June 2012). "Life: is it inevitable or just a fluke?". New Scientist.[11]